# Rafael Cadenas
Rafael Cadenas (Barquisimeto, Lara, 8 de abril de 1930) es un poeta, ensayista y profesor universitario venezolano. Formó parte del grupo «Tabla Redonda» de Latinoamérica a comienzos de la década de los sesenta. En 1985 recibió el Premio Nacional de Literatura de Venezuela y en 2009 el Premio FIL de Literatura en Lenguas Romances, en Guadalajara, México, entre muchos otros, Cadenas también fue galardonado en 2018 con el Premio Reina Sofía de Poesía Iberoamericana, y en 2023 con el Premio Cervantes, siendo el primer venezolano en recibir el reconocimiento. 
Cadenas se lanzó a la creación poética a temprana edad, sus obras han sido aplaudidas por la crítica y valoradas como claves si se desea un análisis profundo de la realidad a través de la lírica; suele vincularse su estilo con el pensamiento filosófico y se lo compara con autores como Hölderlin, Rilke y Gorostiza. Al acercarse a su voz, el lector puede encontrarse con un universo mágico, lleno de matices y capaz de transportarle a otro espacio, para reflexionar sobre las cosas más relevantes de la vida.
Su poema «Derrota» fue fundamental en la poesía venezolana de los años 60. Entre sus obras más destacadas se encuentran Amante (1983), Realidad y literatura (1979) y El taller de al lado (2005), en donde se encuentran también «Inquisidores», «Dificultad» y «Nuevo mundo».
Han sido publicadas traducciones de sus poemas en inglés, francés, alemán, italiano y finlandés.

## Biografía

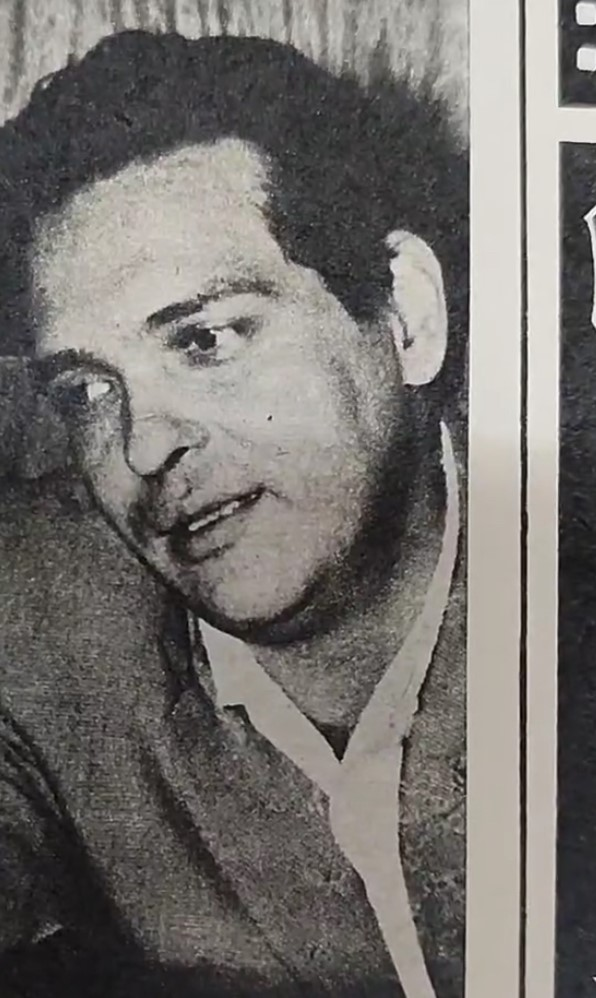
Cadenas en 1961.

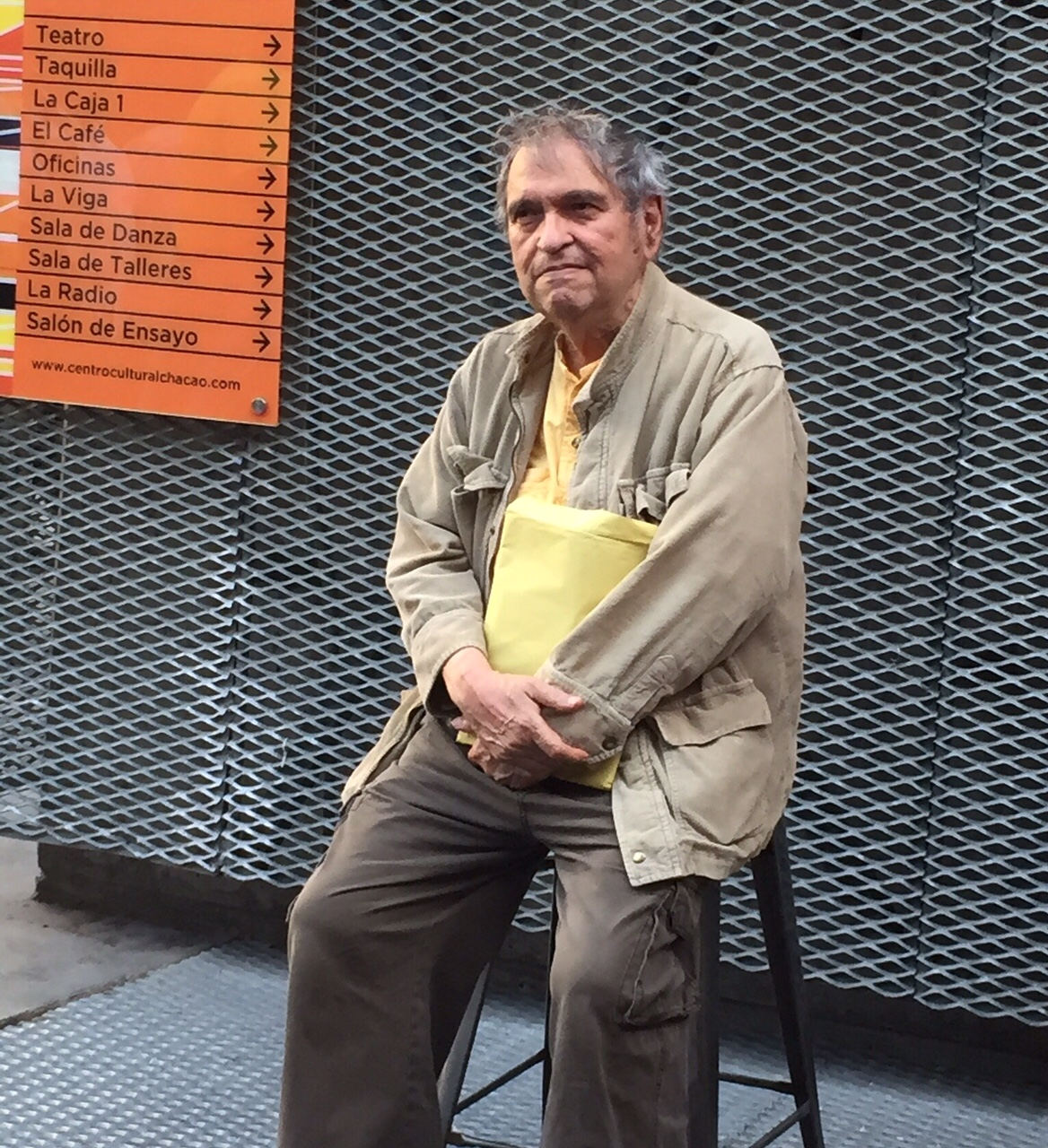
Rafael Cadenas en el Centro Cultural Chacao, 2015.

### Primeros años
Nacido en Lara, publicó su primer poemario en una imprenta local de Barquisimeto, con prólogo de Salvador Garmendia. Desde temprana edad combinó la pasión por la literatura con la militancia política en el Partido Comunista de Venezuela. Por esta razón sufrió cárcel y exilio durante la dictadura de Marcos Pérez Jiménez. Se refugió en la colonia británica de isla de Trinidad hasta 1957. 
Contrajo matrimonio con Milena González Carvallo, de quien enviudó en 2017.

### Trayectoria literaria y académica
En Caracas escribe y publica Una isla (1958) y Los cuadernos del destierro (1960). Durante esos años forma parte del grupo de debate político y literario «Tabla redonda», junto con Manuel Caballero, Jesús Sanoja Hernández, Jacobo Borges, entre otros.
Dotado de una refinada sensibilidad para la experiencia poética, este singular poeta venezolano se caracteriza por crear una obra densa y estrechamente vinculada al pensamiento filosófico. Siguiendo la tradición de Hölderlin, Rilke y José Gorostiza, su poesía parece fusionar los derroteros de la actitud reflexiva con la inspiración pura. El poeta portugués Fernando Pessoa parece haber sido otra influencia importante en su obra.
Su poema más famoso Derrota ha trascendido como la marca poética de la generación de los años sesenta. Su obra más celebrada es el poemario Amante, en el que expresa toda su fina sensibilidad. Publicó su primer poema en su natal Barquisimeto, Cadenas reside actualmente en la ciudad de Caracas en Venezuela.
Tradujo a Walt Whitman y Robert Creeley al español, entre otros. En 1986, recibió una Beca Guggenheim que le permitió realizar investigaciones sobre Whitman y Emerson en Cambridge.
El autor también destaca en el género literario del aforismo; no solo en sus textos expresos de este género, como en sus libro Dichos, de 1992 y Contestaciones de 2018, sino también en los insertos en sus poemas y ensayos. La aforística rezuma en toda su obra.
Cadenas fue galardonado en 2022 con el Premio Miguel de Cervantes de literatura, siendo el primer venezolano en recibir el reconocimiento.
El 25 de abril de 2023, el escritor legó su máquina de escribir, sus gafas y el borrador del discurso del Premio Cervantes a la Caja de las Letras del Instituto Cervantes.
Es profesor jubilado de la Escuela de Letras de la Universidad Central de Venezuela.

### Posiciones políticas
Cadenas fue comunista durante su juventud. Sin embargo, se distanció de dicha ideología con los años.
En 2020 declaró al diario El País: «el problema de toda ideología es que ya está hecha, lo cual traba el pensar libremente».
El gobierno de Nicolás Maduro se abstuvo de felicitar a Cadenas cuando este obtuvo el premio Cervantes. En ese momento Cadenas declaró: «No he recibido felicitación, ni la espero. Yo tengo un desacuerdo con el régimen, pero tampoco estoy participando en política».

## Obra

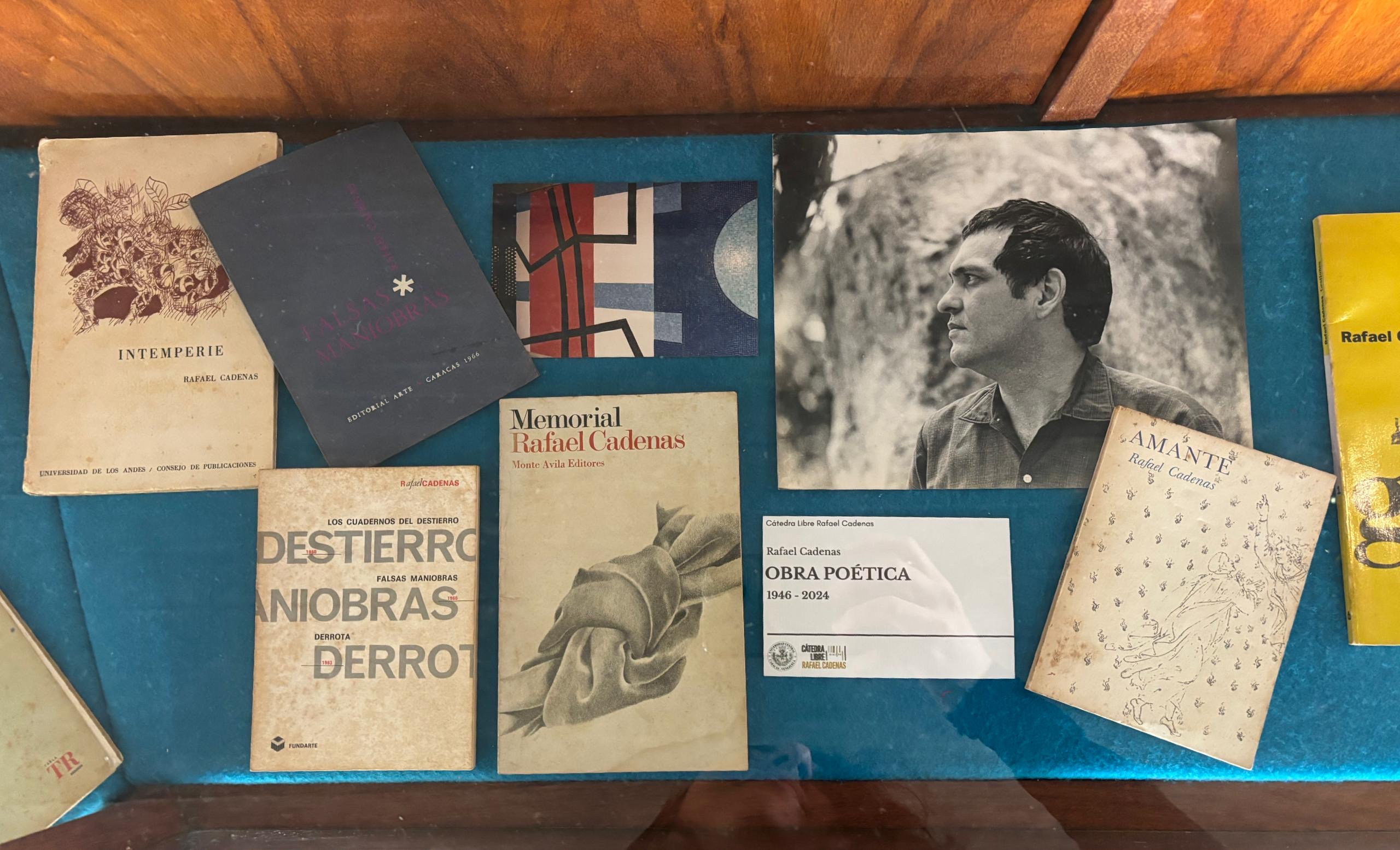
Exposición con varias de las obras del poeta en la instalación de la «Cátedra Libre Rafael Cadenas», en la Universidad Central de Venezuela.

#### Poesía
- (1946): Cantos iniciales
- (1958): Una isla
- (1960): Los cuadernos del destierro
- (1966): Falsas maniobras
- (1977): Intemperie
- (1977): Memorial Edición bilingüe (Español-Inglés), publicada por la Universidad Nacional Mayor de San Marcos (2007)
- (1983): Amante. Amante (bid & co. editor, 2002) [livre d'artiste con 58 grabados de Norma Morales). Amant (bid & co. editor, 2004) [traducción al francés de «Amante»). Lover (bid & co. editor, 2004, 2009) [edición bilingüe de «Amante»)
- (1992): Dichos
- (1992): Gestiones. Premio Internacional Juan Antonio Pérez Bonalde
- (2012): Sobre abierto. Editorial Pre-Textos. ISBN 978-84-15297-82-6.
- (2016): En torno a Basho y otros asuntos (Pre-Textos)
- (2018): Contestaciones (Visor Libros n.º 1042)
- (2024): A Rilke, variaciones

#### Antologías
- 1958, Antología (1993) (1996 y 1999)
- 2004, Poemas selectos (bid & co. editor, 2006 y 2009)
- 2005, El taller de al lado (bid & co. editor). Conjunto de sus traducciones
- 2016, Antología poética. Valparaíso Ediciones
- 2017, Antología poética (Visor Libros n.º 1012)
- 2018, No es mi rostro Ediciones Universidad de Salamanca
- 2021, Las paces. Antología poética (1958-2016) (El Ángel Editor y El Taller Blanco Ediciones)
- 2023, Cuando nace el poema. Averso Poesía
- 2023, Florecemos en un abismo. Fondo de Cultura Económica de España

#### Ensayo
- 1972, Literatura y vida
- 1977, Apuntes sobre San Juan de la Cruz y la mística
- 1979, Realidad y literatura
- 1981, La barbarie civilizada
- 1983, Anotaciones
- 1983, Reflexiones sobre la ciudad moderna
- 1985, En torno al lenguaje
- 1998, Sobre la enseñanza de la literatura en la Educación Media

#### Obra Completa
- 2000, Obra entera. Poesía y prosa (Fondo de Cultura Económica)
- 2007, Obra entera. Poesía y prosa (1958-1995). Editorial Pre-Textos. ISBN 978-84-8191-823-6.
- 2009, Obra entera. Poesía y prosa (1958-1998). Fondo de Cultura Económica. ISBN: 9786071601292

## Premios y condecoraciones

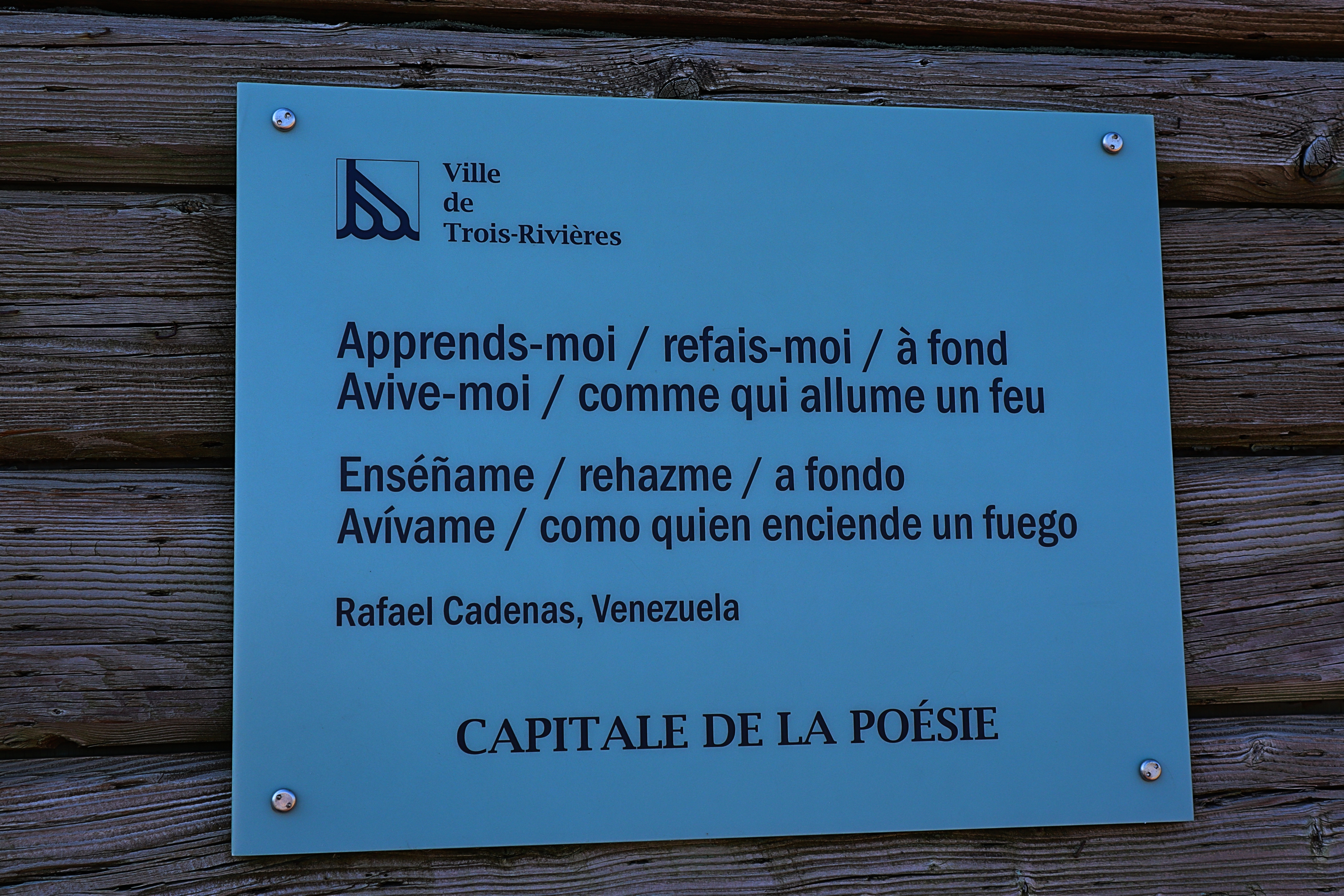
Verso de Rafael Cadenas en la ciudad de Trois-Rivières, Canadá.

- 1984,  Premio de Ensayo de CONAC, con Anotaciones
- 1985,  Premio Nacional de Literatura, Mención Poesía por su obra total.[11]
- 1986,  Beca Guggenheim.
- 1986,  Premio Arturo de Asturias de las letras.
- 1992,  Premio San Juan de la Cruz.
- 1992,  Premio Internacional de Poesía «Juan Antonio Pérez Bonalde» con Gestiones.
- 2001,  Doctorado honoris causa de la Universidad de Los Andes ULA.
- 2005,  Doctorado «Honoris Causa» de la Universidad Central de Venezuela UCV.
- 2009,  Premio FIL de Literatura en Lenguas Romances.[11]
- 2012,  Doctorado «Honoris Causa» de la Universidad Centrocidental Lisandro Alvarado UCLA.
- 2012,  Orden «Juan Jacinto Lara» en su Primera Clase. Gobernación del Estado Lara.
- 2015,  Premio Internacional de Poesía Federico García Lorca.
- 2015,  Premio Andrés Bello de la Academia Venezolana de la Lengua.
- 2017,  Premio de Literatura FILCAR 2017.
- 2018,  Premio Reina Sofía de Poesía Iberoamericana.
- 2022,  Premio Cervantes.[12]